# Marsturite
La marsturite è un minerale.